# Veer Towers
Die Veer Towers sind Zwillingstürme mit je 37 Stockwerken am Las Vegas Strip in Paradise, Nevada, welche je 337 Luxus-Eigentumswohnungen in der Größe zwischen 46 und 140 m² beherbergen. Die Veer Towers sind ein Teil des CityCenters und grenzen an The Crystals, ein Einkaufs- und Vergnügungs-Areal, sowie an das Mandarin Oriental. Auf jedem Turm gibt es Gemeinschaftsbereiche mit einem Pool, einem Fitness-Center, einem Wellnessbereich und einer Terrasse mit Umkleidekabinen.

## Geschichte
In der frühen Bauphase hießen die Türme Sobella Residential Towers. Die Türme wurden von Helmut Jahns Büro in Chicago entworfen. Die Lobbys und öffentlichen Bereiche wurden von Designer Francisco Gonzalez-Pulido gestaltet.

## Auszeichnungen
Am 20. November 2009 wurde den Veer Towers der LEED Gold-Preis verliehen.

## Bildergalerie

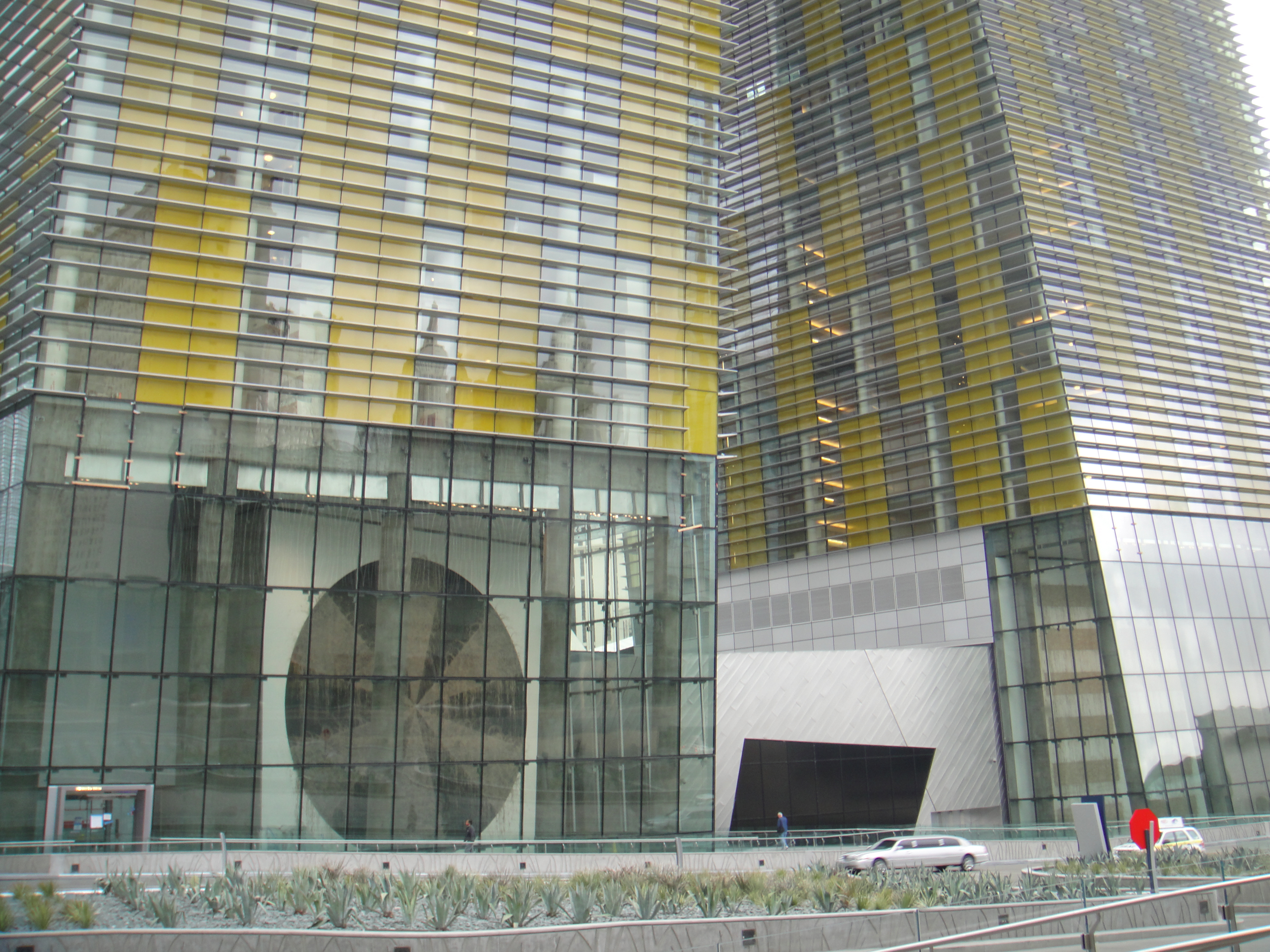
Die Lobby des West-Turms, März 2010.
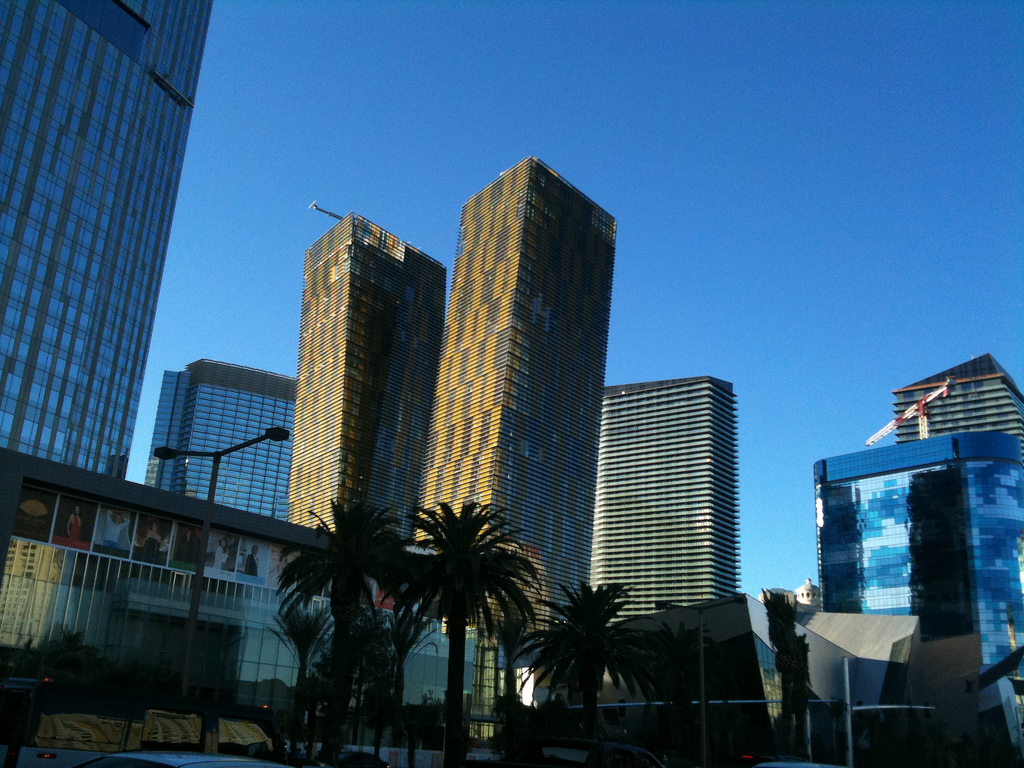
Veer Towers vor der Eröffnung des CityCenter im November 2009.
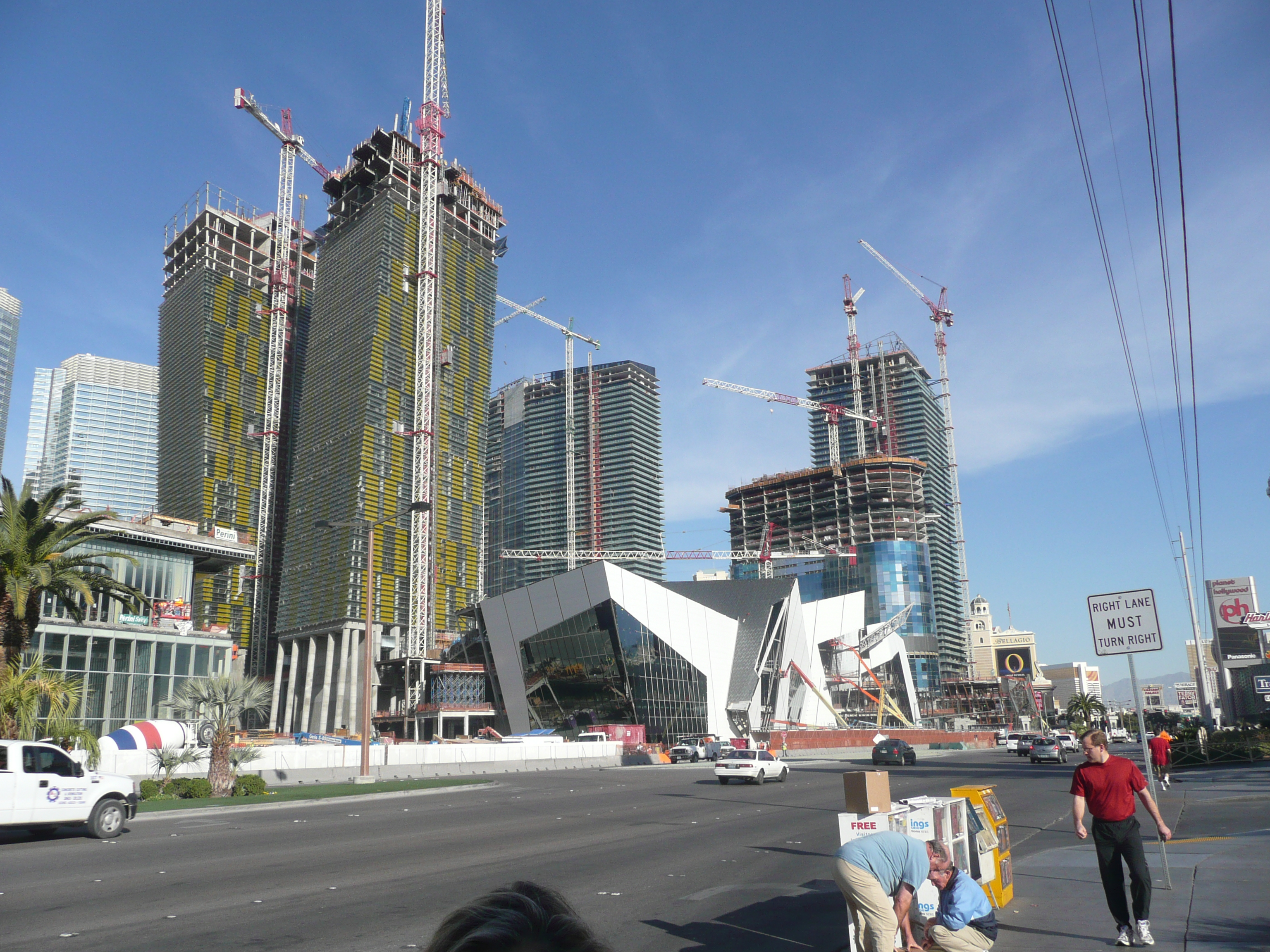
Bau an der Fassade und den letzten Stockwerken, Februar 2009.
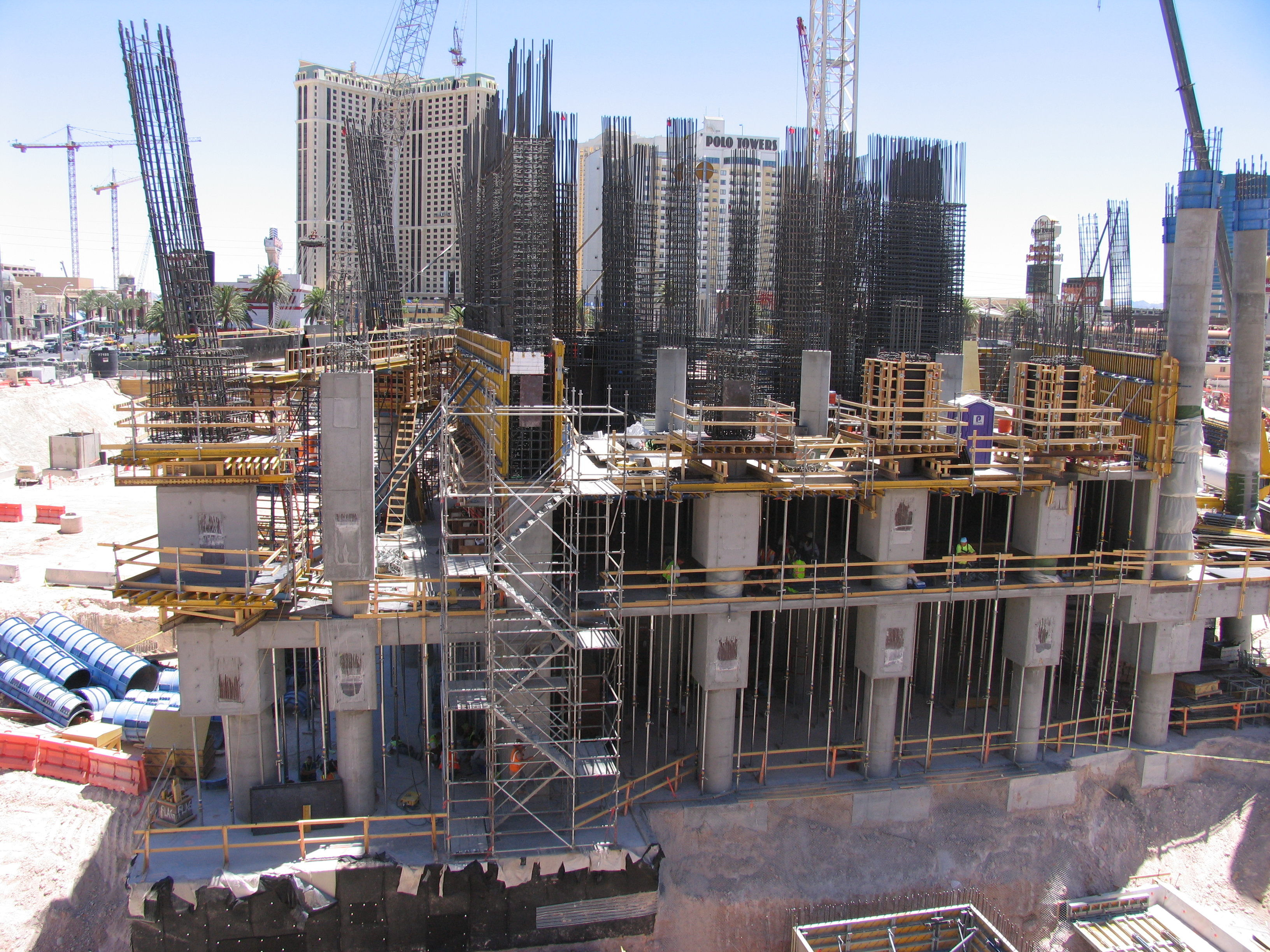
Gebäude im Bau, Juni 2007.